# Magnus Blix
Magnus Gustaf Blix (født 25. december 1849 i Säbrå, død 14. februar 1904 i Lund) var en svensk fysiolog. Han var far til kemikeren Gunnar Blix og farfar til diplomaten Hans Blix.